# Leptolalax fuliginosus
Leptolalax fuliginosus é uma espécie de anfíbio anuro da família Megophryidae. Está presente na Tailândia. A UICN classificou-a como deficiente de dados.